# Петров, Владимир Викторович
Влади́мир Ви́кторович Петро́в (13 июня 1923 — 24 сентября 2007, Санкт-Петербург) — советский и российский театральный режиссёр и педагог, профессор. Заслуженный деятель искусств РСФСР (1976).

## Биография
В 1949 году окончил актёрский факультет Ленинградского государственного института театра, музыки и кинематографии (ЛГИТМиК), класс профессора Л. Ф. Макарьева.
После окончания ЛГИТМиК работал в Театре Балтийского флота, затем в Ленинградском областном театре драмы и комедии.
С 1958 по 1976 год — руководитель Театра-студии ЛГУ.
С 1959 по 1980 год — старший преподаватель, а затем доцент кафедры драматического искусства ЛГИТМиК.
С 1980 по 2007 год — профессор кафедры актёрского мастерства СПбГАТИ.
С 1987 по 2007 год — заведующий кафедрой актёрского мастерства СПбГАТИ.
В 1999 году В. В. Петрову присуждена специальная премия «Золотой софит» — «за большой вклад в обучение и воспитание актёров Петербургской театральной школы».
Скончался 24 сентября 2007 года на 85-м году жизни.